# Plecewice (przystanek kolejowy)
Plecewice – wąskotorowy i normalnotorowy przystanek osobowy w Plecewicach, w gminie Brochów, w powiecie sochaczewskim, w województwie mazowieckim, w Polsce. Został otwarty w dniu 18 września 1922 roku razem z linią z Sochaczewa do Tułowic.